# يوم المتعة (فلم 1919)
يوم المتعة (بالإنجليزية: A Day's Pleasure)، وهو فيلم كوميدي أمريكي صامت من عام 1919 سيناريو وإخراج وبطولة تشارلي تشابلن، تم إنتاجه في استوديو فيرست ناشيونال فيلم.

## طاقم التمثيل
- تشارلي تشابلن - الأب
- إدنا بيرفيانس - الأم
- ماريون فيدوتشا - الصبي الصغير (غير معتمد)
- بوب كيلي - صبي صغير (غير معتمد)
- جاكي كوغان - أصغر صبي (غير معتمد)
- توم ويلسون - الزوج الكبير (غير معتمد)
- فاتنة لندن - زوجته المصابة بدوار البحر (غير معتمد)
- هنري بيرجمان - القبطان، رجل في سيارة وشرطي ثقيل (غير معتمد)
- لويال وندروود - الرجل الصغير الغاضب في شارع (غير معتمد)

## وصلات خارجية
- A Day's Pleasure على يوتيوب
- الفيلم القصير A Day's Pleasure متوفر للتحميل من موقع أرشيف الإنترنت [المزيد]
- يوم المتعة على موقع IMDb (الإنجليزية)
- يوم المتعة على موقع ألو سيني (الفرنسية)
- يوم المتعة على موقع أول موفي (الإنجليزية)
- يوم المتعة على موقع فيلمافينيتي (الإسبانية)
- يوم المتعة على موقع قاعدة بيانات الأفلام السويدية (السويدية)
- يوم المتعة على موقع قاعدة بيانات الفيلم (الإنجليزية)
- يوم المتعة على موقع ليتربوكسد (الإنجليزية)
- يوم المتعة على موقع كينوبويسك (الروسية)